# Claude Primat
Claude François Marie Primat (Lyon, 26 juillet 1747 - Toulouse, 10 octobre 1816), prélat français, fut évêque constitutionnel des départements du Nord puis du Rhône avant de devenir archevêque de Toulouse sous le Premier Empire.

## Biographie

### Jeunesse et formation
Primat fit ses études à Lyon aux frais du chapitre de Saint-Jean et entra dans la congrégation de l'Oratoire. Il enseigna la rhétorique et la théologie à Dijon puis, ayant été ordonné prêtre, il fut nommé en décembre 1786 curé de l'église Saint-Jacques de Douai. 

### Période révolutionnaire
Il adhéra à la Révolution et accepta de prêter serment à la constitution civile du clergé. En 1791 il fut nommé évêque constitutionnel du département du Nord nouvellement créé, résidant à Cambrai. Ce nouveau diocèse s'étendait en grande partie sur celui de Cambrai dont l'archevêque Ferdinand-Maximilien-Mériadec de Rohan, prince de Guéméné, avait refusé le serment et trouvé refuge à Mons. Après s'être déclaré « vrai sans-culotte », Primat remit ses lettres de prêtrise à la Convention le 13 novembre 1793 et abdiqua. Il rentra néanmoins en grâce auprès du Comité des Évêques Réunis et en 1795 devint collaborateur aux Annales de la Religion. Il présida à Lille un synode diocésain en 1797, et participa au concile des évêques constitutionnels à Paris en 1798 où il fut nommé évêque du Rhône.  Il résigna ce siège après le Concordat de 1801.

### Carrière sous l'Empire
Primat devait ensuite faire une brillante carrière sous l'Empire : après le Concordat et avec l’appui de Fouché il obtint le 9 avril 1802 l'archevêché de Toulouse. Il assista au sacre de Napoléon et reçut le pallium le 16 janvier 1805. De 1806 à 1815 il siégea au Sénat conservateur et fut nommé comte d'Empire. Il fut aussi membre de l'Académie de Toulouse et de l'Académie des Jeux floraux. Pendant les Cent-Jours il siégea à la Chambre des pairs.
Primat fut le principal consécrateur de Pierre Dupont de Poursat, évêque de Coutances.

## Œuvres
- Claude-François-Marie Primat, Le Paroissien complet, latin-français : à l'usage du diocèse de Toulouse et de ceux qui en ont adopté le rit, contenant les offices de tous les dimanches, fêtes chômées et doubles-majeurs de l'année; avec les instructions pour les solennités et autres fêtes, les prières du matin et du soir, celles pour la confession et la communion, l'ordinaire de la messe, les prières du prône et préfaces propres. Suivant le nouveau bréviaire, Toulouse, Joseph Dalles, 1806 (lire en ligne)